# 자오페이린
자오페이린(중국어 간체자: 赵培琳, 정체자: 趙培琳, 병음: Zhào Péilín, 한자음: 조배림, 본명: 자오춘칭(중국어 간체자: 赵纯清, 정체자: 趙純清, 병음: Zhào Chúnqīng), 1986년 9월 2일 ~ )은 중국의 배우이다.

## 출연작

### 드라마
- 2011년 안후이 위성 텔레비전 해돈제일극장 《김태랑적행복생활》 - 후쉬샤오차오 역
- 2015년 CCTV-1 제일특약극장《역사영원명기》 - 허춘유 역
- 2015년 안후이 위성 텔레비전 해돈제일극장 《가국기사》 - 고령령 역
- 2017년 산둥 위성 텔레비전 화양극장 《아과의생》 - 황얼의 어머니 역
- 2019년 CCTV-1 제일특약극장 《영원적전우》 - 왕건영 역
- 2020년 후난위성텔레비전 금응독파극장 《이가인지명》 - 허란 역
- 2020년 장쑤 위성 텔레비전 행복극장 《여신동광》 - 이길 역
- 2021년 텐센트 웹드라마 《세계상최동청적니》 - 위마 역
- 2022년 아이치이 웹드라마 《선기소저허원파》 - 한치 역
- 2022년 아이치이 웹드라마 《구료일만차적니 : 만 번 구해준 너》 - 리다칭 역
- 2023년 후난위성텔레비전 금응독파극장 《거유풍적지방》 - 홍홍 역